# Клесівська селищна територіальна громада
Клесівська селищна територіальна громада — територіальна громада в Україні, в Сарненському районі Рівненської області. Адміністративний центр — селище Клесів.
Площа громади — 337,73 км², населення — 10 536 мешканців (2018).
Утворена 7 вересня 2015 року шляхом об'єднання Клесівської селищної ради та Карасинської, Карпилівської сільських рад Сарненського району.

## Населені пункти
До складу громади входять 2 селища (Клесів, Страшеве) і 5 сіл: Карасин, Карпилівка, Клесів, Пугач та Рудня-Карпилівська.